# Phrygionis
Phrygionis är ett släkte av fjärilar. Phrygionis ingår i familjen mätare.

## Bildgalleri

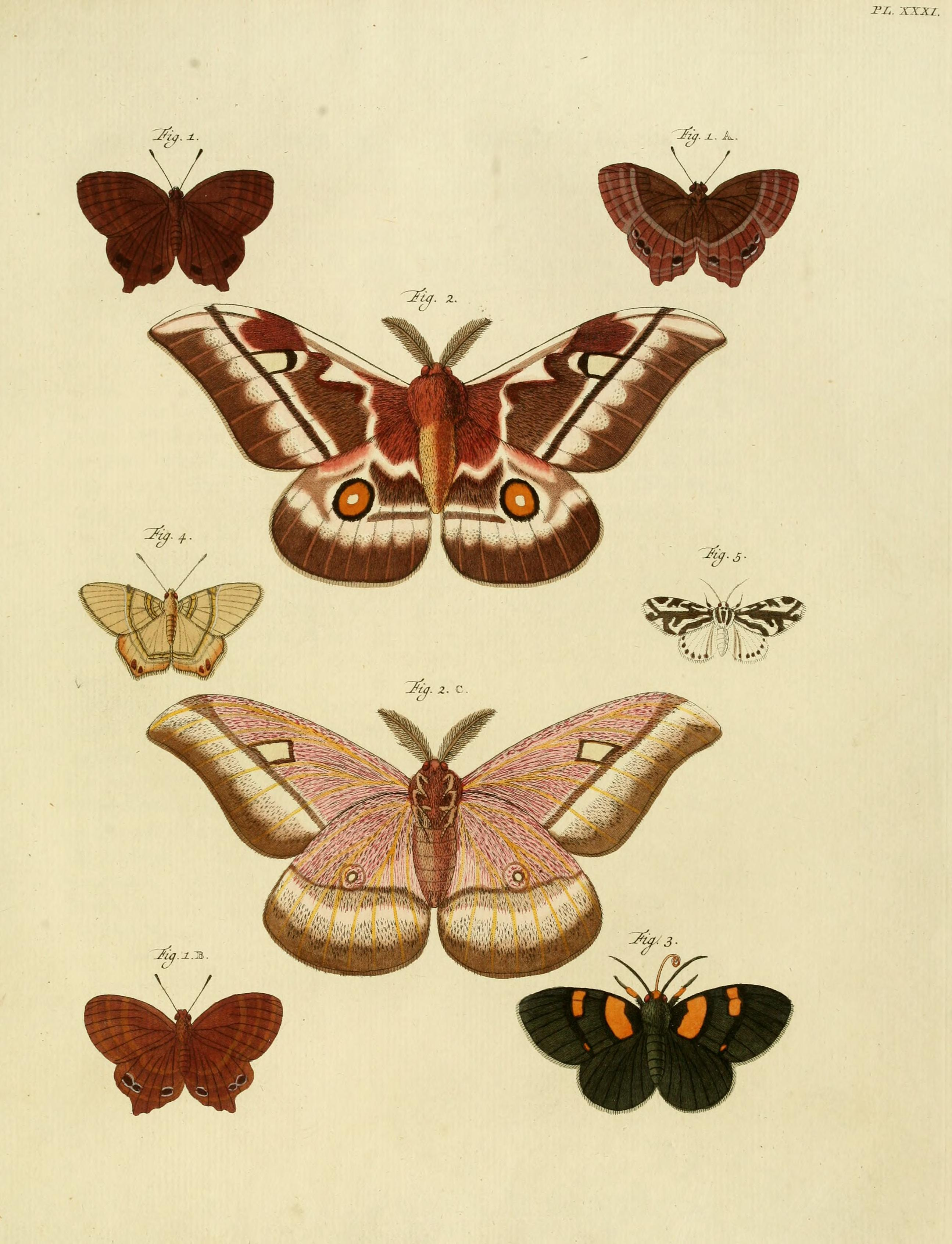
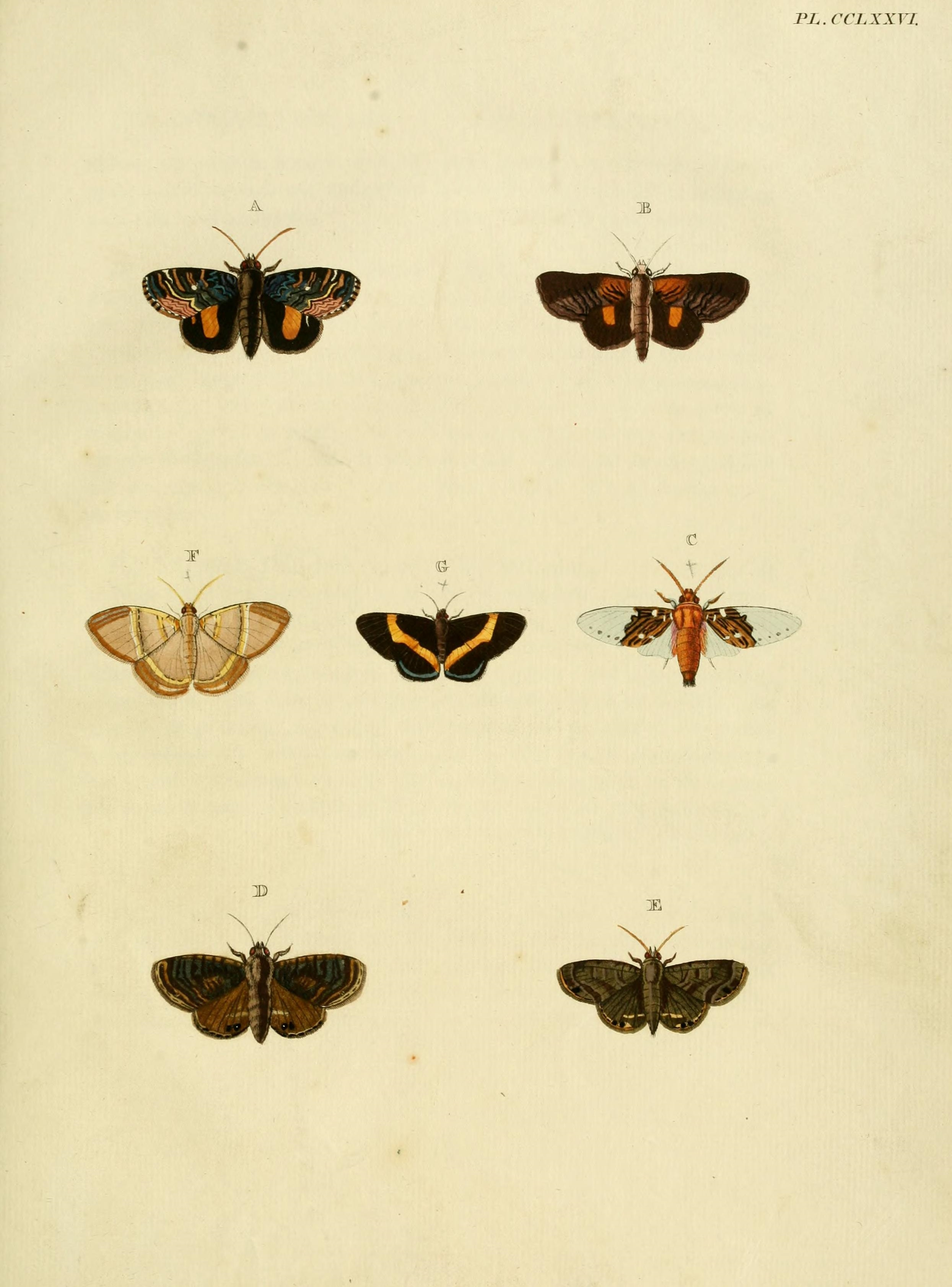

## Dottertaxa tillPhrygionis, i alfabetisk ordning[1]
- Phrygionis aemonia
- Phrygionis amblopa
- Phrygionis appropriata
- Phrygionis argentata
- Phrygionis argentilinea
- Phrygionis argentiostriata
- Phrygionis argentistriata
- Phrygionis argentstriata
- Phrygionis argyrosticta
- Phrygionis auriferaria
- Phrygionis cerussaria
- Phrygionis citrina
- Phrygionis cruorata
- Phrygionis cultaria
- Phrygionis decorata
- Phrygionis dominica
- Phrygionis flavilimes
- Phrygionis fratercula
- Phrygionis gemmea
- Phrygionis incolorata
- Phrygionis isthmia
- Phrygionis marta
- Phrygionis metaxantha
- Phrygionis miura
- Phrygionis modesta
- Phrygionis moeschleri
- Phrygionis mollita
- Phrygionis naevia
- Phrygionis obrussata
- Phrygionis paradoxata
- Phrygionis platinata
- Phrygionis polita
- Phrygionis politata
- Phrygionis politulata
- Phrygionis privignaria
- Phrygionis restituta
- Phrygionis sestertiana
- Phrygionis sororcula
- Phrygionis stenotaenia
- Phrygionis sumptuosaria